# Penisa inversa
Penisa inversa là một loài bướm đêm trong họ Noctuidae.